# Manifestaciones en Ecuador de 2015
Las protestas en Ecuador de 2015, fueron una serie de protestas que comenzaron en Ecuador el 8 de junio de 2015 ,en contra el Gobierno presidido por Rafael Correa. Los manifestantes expresaron su oposición al Gobierno Nacional, criticando su modelo político y económico; a la vez que rechazaron los proyectos de ley que el gobierno del presidente Rafael Correa envió a la Asamblea Nacional, sobre la oficialización de un impuesto a las herencias y a la plusvalía, la aplicación de salvaguardias arancelarias a ciertas importaciones para remediar la caída internacional del precio del petróleo, además de un veto a la Ley Orgánica de Régimen Especial de la Provincia de Galápagos, entre otros reclamos. Las marchas iniciaron en las ciudades de Guayaquil, Quito, Cuenca y Puerto Ayora, aumentándose progresivamente otras a lo largo del país durante el resto del año.
El presidente Correa admitió que estas manifestaciones forman parte de una de las crisis más graves del gobierno, comparable únicamente a los incidentes del 30-S.

## Primera oleada

### Primeras protestas
Tras el veto al proyecto de Ley de Régimen Especial de Galápagos por parte del gobierno central, además de la propuesta de los proyectos de ley sobre las herencias y plusvalía, comenzaron una serie de manifestaciones en Galápagos, Guayaquil, Quito y Cuenca desde el 8 de junio de 2015. En Quito, las primeras protestas se dieron en la Avenida de los Shyris, donde ciudadanos vestidos con camisetas negras lanzaban consignas en contra de estas propuestas del gobierno, frente a simpatizantes de Alianza PAÍS que expresaban estar a favor de las mismas, y de la reelección de Rafael Correa como presidente del Ecuador. En la ciudad de Guayaquil, frente al Hemiciclo de la Rotonda se pronunciaron en contra del gobierno protestantes que marcharon desde allí hacia el Parque Centenario. Cerca del punto de partida, en los bajos de la Gobernación del Guayas, los simpatizantes del gobierno también se hacían presentes. En Cuenca se registraron marchas similares, mientras que en Galápagos, por el veto al proyecto de Ley de Régimen Especial de la provincia, los dirigentes de las centrales de Alianza PAÍS en las islas del archipiélago presentaban su desafiliación al movimiento en la delegación del Consejo Nacional Electoral en la isla de San Cristóbal, en protesta por la ley.
Tras dichas protestas, la dirigencia de Alianza PAÍS y el Gabinete ampliado se reunió en el Palacio de Carondelet, convocados por el vicepresidente Jorge Glas para analizar los pedidos realizados durante las mismas. El presidente Rafael Correa estuvo ausente en dicha reunión por encontrarse en Bruselas, participando de la II Cumbre de la Comunidad de Estados Latinoamericanos y Caribeños y la Unión Europea. Doris Solíz, secretaria ejecutiva de Alianza PAÍS, expresó que las protestas son un intento de desestabilización del gobierno, y habló de hacer plantones a favor del mismo con los simpatizantes.
Esto sin embargo, no logró calma en la ciudadanía, causando que se añadan las ciudades de Ibarra, Latacunga, Ambato y Quevedo a las manifestaciones. Los simpatizantes del gobierno se identificaron con el color verde, mismo que representa al movimiento Alianza PAIS, y los opositores utilizaban vestimenta y banderas de color negro. Las primeras figuras políticas que apoyaron las protestas fueron representantes de la oposición, como el asambleísta Andrés Páez del movimiento CREO, quien convocó a distintas marchas durante el proceso de las manifestaciones. Por otra parte, el oficialismo no tardó en organizarse para hacer plantones en contra. Ante todo esto, distintas autoridades del país se pronunciaron, como los alcaldes Jaime Nebot y Mauricio Rodas, de Guayaquil y Quito respectivamente, pidiendo el retiro de los proyectos de Ley que fueron presentados ante la Asamblea Nacional de Ecuador.
Las protestas se prolongaron varios días, tomando lugar en la Tribuna de los Shyris en Quito, la cual era ocupada alternadamente por los simpatizantes y opositores al gobierno. Ante dicha situación, la Policía Nacional del Ecuador colocó una bandera tricolor gigante sin el escudo ecuatoriano, que cubría el lugar para evitar que los dos bandos ocupen dicho espacio, y sirvió de barrera para que no hubieran enfrentamientos, aunque a pesar de ello se reportaron incidentes como el que se arrojaran palos y objetos contundentes, según el viceministro del Interior, Diego Fuentes.

### Cronología de las siguientes protestas
Desde los incidentes del cuarto día de protestas, se comenzaron a reportar diversos enfrentamientos, roces y agresiones por parte de los manifestantes y las fuerzas públicas. 

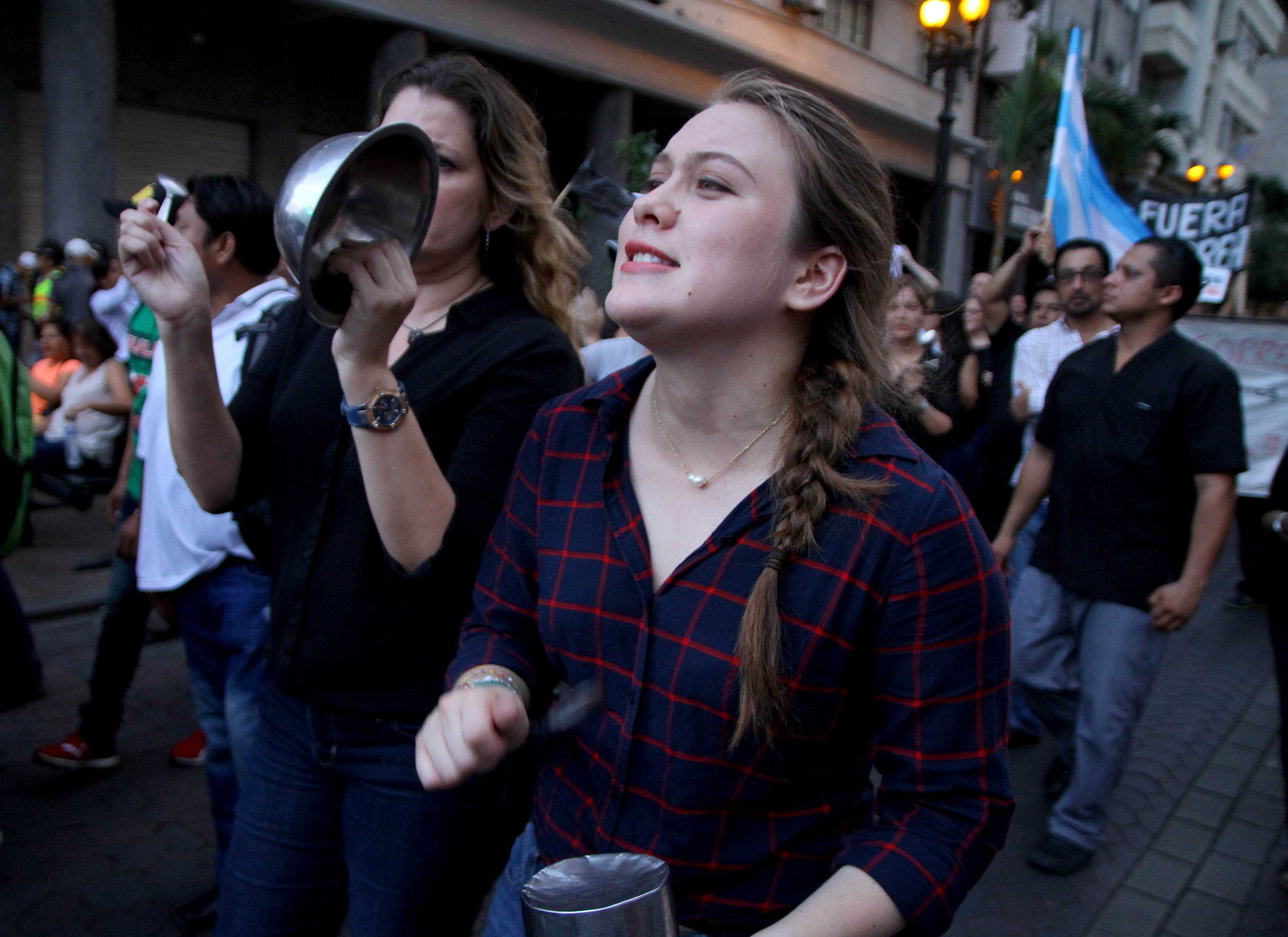
Protesta en contra de las políticas del gobierno de Rafael Correa. Guayaquil, avenida 9 de Octubre, jueves 10 de junio de 2015.

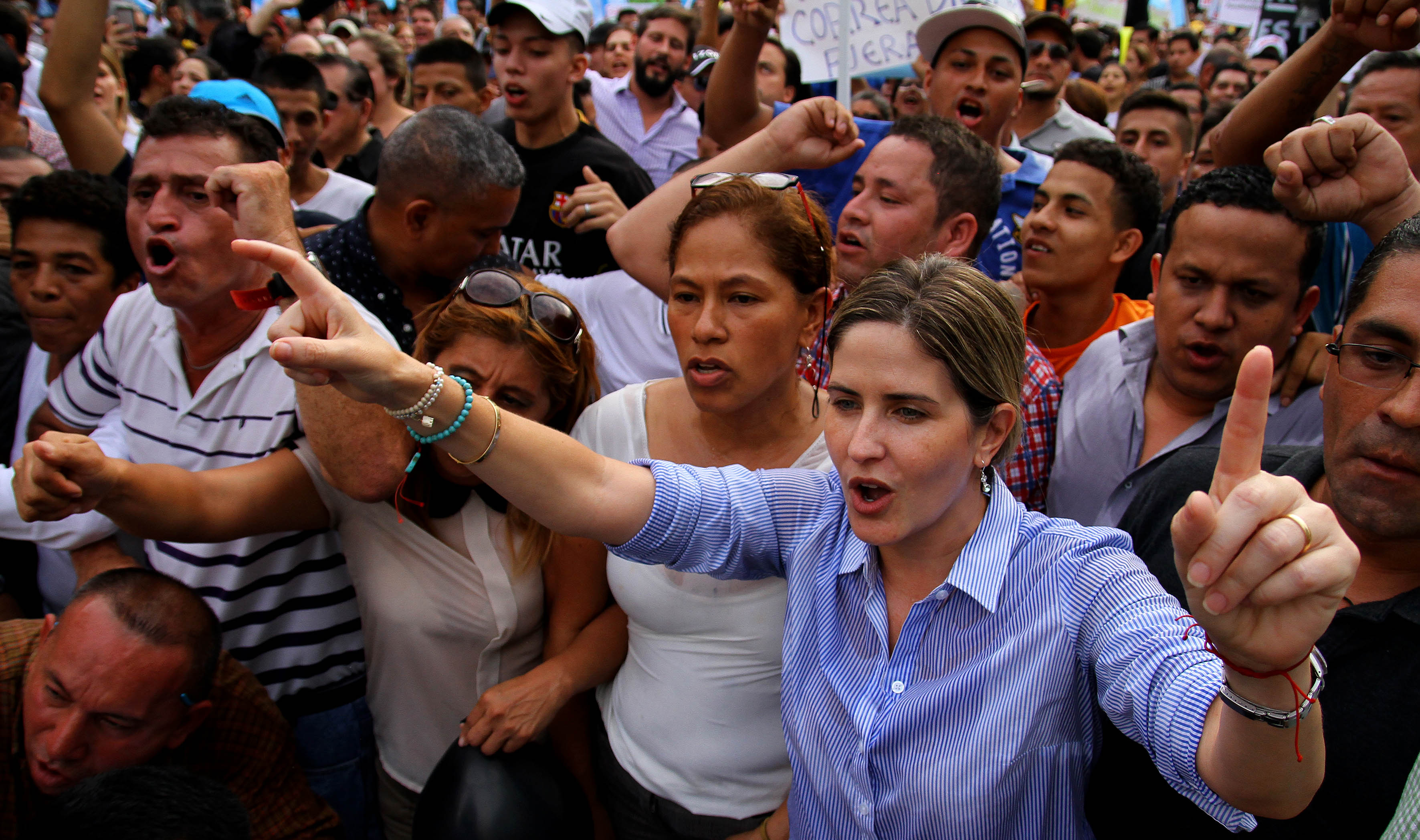
Doménica Tabacchi en marcha convocada por Guillermo Lasso en Guayaquil.

- 12 de junio: En Cuenca, durante las protestas que se llevaron a cabo en el Parque Abdón Calderón, los simpatizantes y opositores lanzaron huevos y pintura entre ambos bandos. Los opositores en respuesta a esto, hicieron una redada alrededor del parque, para encerrar a los simpatizantes.[28] En la ciudad de Quito, las protestas terminaron alrededor de la media noche. Habiendo tomado la tribuna, los manifestantes opositores fueron sacados a empujones, alrededor de las 22:45. Los jóvenes presentes lanzaban insultos contra los policías. Otro de los recursos para desalojar a la gente fue echar chorros de agua fría hacia la multitud, quienes reaccionaban lanzando golpes contra los escudos de los uniformados. Los jinetes de la policía persiguieron a los manifestantes de oposición hasta la Avenida República del Salvador, donde se detuvieron.[29] En Manta, frente a la Capitanía del Puerto se reunieron los manifestantes con camisetas y banderas negras gritando la consigna «Fuera Correa, fuera». Estas terminaron sin enfrentamientos.[30] Este día, Rafael Correa convocó vía Twitter a una reunión el 15 de junio durante el cambio de guardia presidencial en la Plaza Grande de Quito.[31]
- 14 de junio: Tras la convocatoria del asambleísta Andrés Páez por redes sociales a la gente manifestante a recibir en el Aeropuerto Mariscal Sucre de Quito al presidente después de su llegada al país habiendo representado al Ecuador en la cumbre de la UE-Celac en Bélgica el día anterior,[31] la gente se reunió en la Ruta Viva hacia Tababela. El paso al aeropuerto se encontraba bloqueado por la Policía Nacional. Esta concentración fue denominada por los protestantes y los medios locales como «caravana de luto».[32] Luego de aquello, la caravana cambió su rumbo hacia la Avenida de los Shyris.[33]
- 16 de junio: Se organizan protestas estudiantiles en rechazo al gobierno en el colegio Mejía de Quito. 500 estudiantes se reunieron para gritar sus reclamos a las 19:00, impidiendo el paso vehicular en las zonas públicas, a los cuales las fuerzas policiales reaccionaron lanzando gas lacrimógeno.[34]
- 19 de junio: Guillermo Lasso convoca a una nueva marcha en Guayaquil.[35] En este día, se detiene a un conductor que transportaba carteles con consignas en contra del gobierno para la marcha convocada por Lasso, calificándolos de «subversivos». José Serrano Salgado, ministro del interior, al ser alertado de esta acción por el dirigente del movimiento CREO César Monge, indicó que tomaría medidas contra quienes pretendan plantear acciones contra el detenido. Horas más tarde, el chofer fue puesto en libertad.[36] Finalmente, la marcha se realizó desde el Parque Centenario hasta la calle Malecón en Guayaquil sin incidentes.[37]

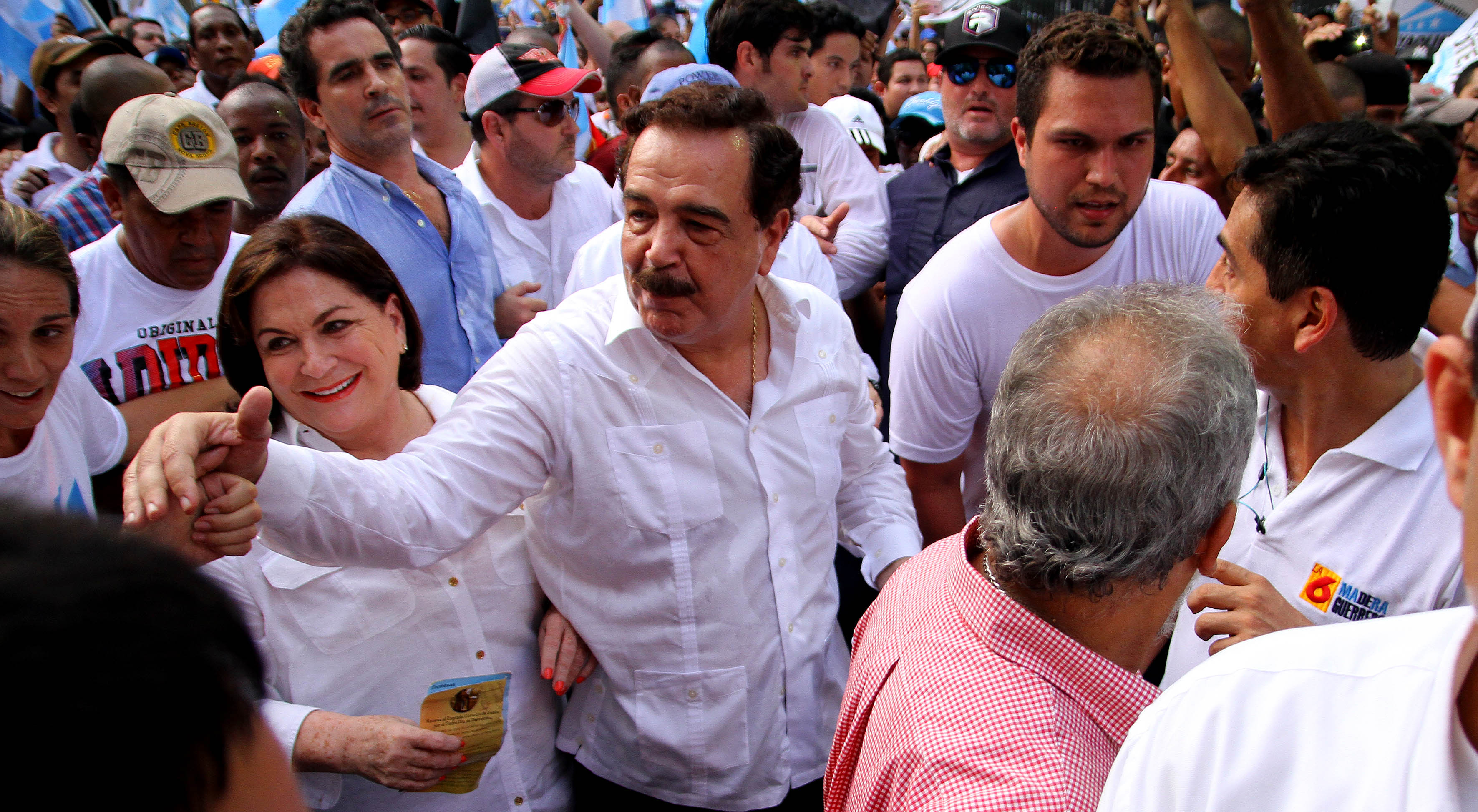
Alcalde de Guayaquil Jaime Nebot en Marcha #25J en contra del régimen.

- 25 de junio: Las protestas toman mayor protagonismo tras la convocatoria del alcalde de Guayaquil, Jaime Nebot, para juntar a los ciudadanos que estaban en contra de las leyes de herencias y plusvalía en la ciudad de Guayaquil.[38] Esa convocatoria fue replicada en el extranjero, por otras figuras políticas como el militante del PSC y cantante Gerardo Mejía, quien llamó a los residentes en Nueva York. Afuera de los consulados de Ecuador en Miami, Nueva Jersey, Los Ángeles, Canadá y Argentina también hubo protestas.[39] Dentro del país, la marcha se replicó en Quito, bajo la dirección del alcalde de la ciudad, Mauricio Rodas.[40] En Guayaquil, la marcha reunió a más de 355 000 personas en la avenida Nueve de Octubre.[41][42] En la congregación central de la marcha, Jaime Nebot ofreció un discurso en contra de los proyectos de ley y no del gobierno, pero la gente replicaba a sus palabras coreando la frase «Fuera Correa, fuera».[43] Aquel día, de parte del gobierno a través de la Gobernación del Guayas, se colocaron gigantografías con propaganda oficialista en un sector del recorrido programado para la marcha.[44] Ante la publicación de las cifras, el presidente Rafael Correa arremetió, indicando que pudieron haber hasta máximo 70 mil personas en la marcha.[45] Desde Venezuela, Diosdado Cabello apoyó la posición del oficialismo, expresando que podría haber conspiración en las protestas opositoras.[46]
- 26 de junio: En Machala, se convocó a una marcha similar a la de Guayaquil, dirigida por Carlos Falquez Batallas, exalcalde de Machala, y el actual alcalde, su hijo, Carlos Falquez Aguilar, en el marco de las celebraciones de la ciudad.[47][48] A esta marcha acudieron 5000 personas que manifestaron su descontento con el régimen central.[49] En dicha marcha, el actual alcalde machaleño cuestionó la poca atención del gobierno en tema de seguridad social y de las obras ofrecidas como un parque ecológico.[50]
- 27 de junio: Las marchas continuaron en la ciudad de Cuenca, lideradas por el prefecto del Azuay, Paúl Carrasco, quien pedía el archivo definitivo de los proyectos de ley de herencia y plusvalía.[51] Carrasco hizo el llamado a protesta en el día que se realizarían en Cuenca las celebraciones de los 191 años de provincialización del Azuay.[52] En dicha marcha participaron grupos campesinos y ciudadanos involucrados con el gobierno provincial y opositores al gobierno, generando el descontento de asambleístas del bloque oficialista de la provincia.[53]

## Segunda oleada
Tras la visita del papa Francisco a Ecuador, las protestas en distintas partes del país se reactivaron. En Quito, una vez más, se dieron manifestaciones en la avenida de los Shyris, autoconvocadas por los participantes para expresar su descontento con el régimen, apenas un día después de que Francisco emprendiera su viaje a Bolivia el 8 de julio.

### Protesta contra la Secretaría del Buen Vivir
El día 16 de julio se concentraron en Quito un grupo de manifestantes para protestar contra la Secretaría del Buen Vivir. El asambleísta Andrés Páez junto con otros líderes de oposición convocó a la marcha a través de redes sociales. Agrupaciones sociales independientes fueron parte del llamado, y se descartó que hayan convocado a organizaciones políticas.

### Movilización indígena hacia Quito
La Confederación de Nacionalidades Indígenas del Ecuador (CONAIE) organizó una movilización desde Tundayme, parroquia del cantón El Pangui, en Zamora Chinchipe, con rumbo a la capital. Salieron el 2 de agosto con decenas de personas. La movilización recorrió en 10 días gran parte de la serranía ecuatoriana; y finalmente, cientos de manifestantes llegaron a Quito el 12 de agosto, día en el que estaba previsto realizar un paro nacional.

### Intento de paro nacional
Varias organizaciones sociales, encabezadas por Unidad Popular, la CONAIE y el FUT, hicieron un llamado a la ciudadanía para apoyar el paro nacional indefinido que estaban planificando para el 13 de agosto. Se registraron manifestaciones violentas en varias ciudades del país y el cierre de algunas carreteras, mas no hubo paralizaciones de trabajadores por las mismas.

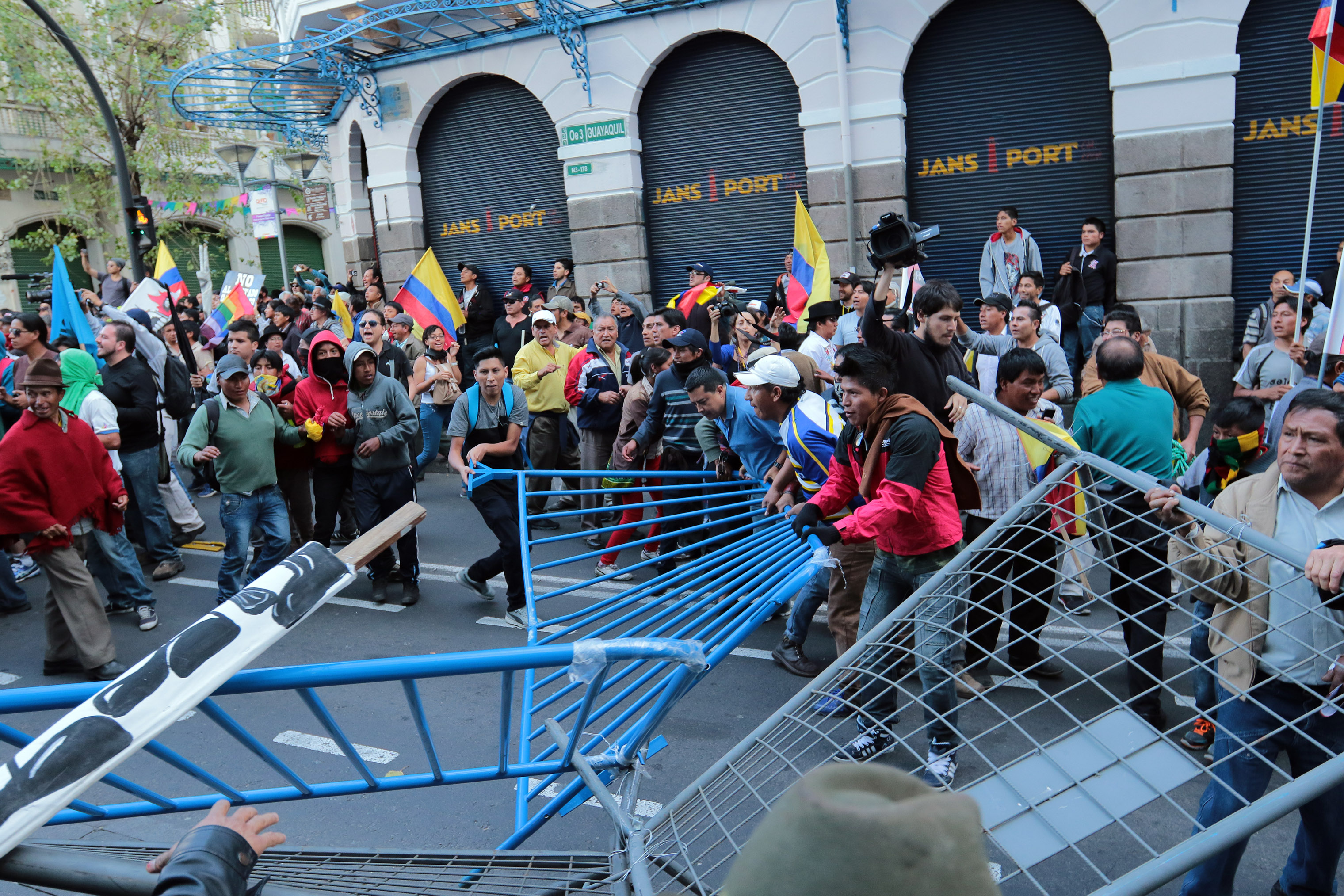
Manifestantes indígenas cometiendo agresiones y vandalismo en la Plaza Chica de Quito.

- Quito: Tras su llegada a la capital, los manifestantes de la CONAIE, acamparon en el parque El Arbolito en decenas de carpas; para su estadía en Quito, estaban organizados comisiones de logística, seguridad, política y alimentación.[58] En la tarde inició la marcha hacia el centro histórico, en donde participaron múltiples organizaciones, sindicatos, movimientos izquierdistas e indigenistas. Dirigentes de la marcha y otros opositores incitaron a la violencia, como Carlos Pérez Guartambel, que alentó a cercar el Palacio de Carondelet, mientras Víctor Hugo Erazo, convocaba a través de las redes sociales a «tomarse el Palacio de Gobierno por la Fuerza». La manifestación fue considerada violenta y vandálica, y se registraron encapuchados participando de la misma, mientras otras personas estaban claramente identificadas, entre ellos los propios dirigentes de aquella jornada: Salvador Quishpe, Carlos Pérez Guartambel, Marcia Caicedo, Jorge Herrera, entre otros, que intentaron romper el cerco policial por la fuerza.[59] Las agresiones a los policías continuaron hasta el fin de las protestas, dejando como saldo más de 16 policías heridos y alrededor de 20 detenidos,[60] entre los cuales estaban Pérez y Quishpe;[61] además de daños a la propiedad privada y al patrimonio de Quito.[62]

- Guayaquil: Varios personajes de la política nacional manifestaron su apoyo a las protestas y algunos inclusive llamaron a los ciudadanos a salir a las calles, como Álvaro Noboa, Jaime Nebot y Guillermo Lasso.[63] Cada líder realizó su manifestación por separado, es así que en el sector de la Rotonda estaba el grupo de simpatizantes de Álvaro Noboa, mientras la manifestación encabezada por Nebot recorrió la avenida Nueve de Octubre, por su parte Lasso y sus seguidores marcharon alrededor del Puente 5 de junio. Cerca del Malecón 2000 se produjeron incidentes menores. Hubo otras marchas menores, como la de los jubilados o la del Frente Revolucionario de Izquierda Universitaria (FRIU). Mientras tanto, la Gobernación realizó un festival artístico en sus alrededores en respaldo al régimen, con la presencia de simpatizantes del gobierno.[64]

- Cuenca: La marcha estuvo formada por miembros de la Federación de Estudiantes Universitarios (FEUE), del Movimiento Unidad Popular (UP), de la Unión General de Trabajadores (UGTE), movimientos anarquistas, el colectivo Yasunidos, médicos y campesinos. Intentaron tomarse el parque Calderón tratando de romper el cerco policial y provocando a los manifestantes que apoyaban al gobierno, que se ubicaban a pocos metros de distancia. Se dio un enfrentamiento verbal, mientras los opositores quemaban llantas y agredían a la fuerza pública.[63]

- Puyo: Los manifestantes recorrieron las principales calles de la ciudad y se acercaron a la gobernación de Pastaza, en donde se realizaba la denominada Feria de las Juventudes. Un grupo de manifestantes, en su mayoría indígenas de la parroquia Sarayaku, al mando de Margoth Escobar, agredieron a los policías que resguardaban el lugar, con palos, lanzas, piedras y otros objetos que les causaron heridas a 9 de ellos. También se registraron destrozos en varias instituciones públicas de Puyo, en una Unidad de Policía Comunitaria y la sede provincial de Alianza País.[65] La jornada dejó 16 detenidos por múltiples causas, entre ellos se encontraba Escobar.[63]

## Tercera oleada

### Manifestaciones por las enmiendas constitucionales
Las protestas en contra de las enmiendas constitucionales fueron el siguiente punto de enfoque tras terminarse el plazo de los diálogos nacionales por los proyectos de ley de herencia y plusvalía. Además, siendo que el presidente Rafael Correa no impulsó nuevamente dichos proyectos, motivó a que se realice el segundo debate en el Pleno de la Asamblea Nacional por las enmiendas. 
En septiembre inició una nueva ronda de protestas, esta vez con el fin de pedir que la Asamblea Nacional archive las enmiendas propuestas a la Constitución. El 17 de septiembre se realizaron protestas en Guayas, Pichincha, Tungurahua y Loja. En Guayaquil la marcha se desarrolló a lo largo de la calle Simón Bolívar, liderada por el empresario Álvaro Noboa. A esta se sumaron organizaciones sociales, agrupaciones de jubilados y de profesores que denunciaban que sus derechos se verían afectados si se aceptaran dichas propuestas.
El 26 de noviembre hubo protestas en Quito, Guayaquil, Cuenca y Ambato convocadas por iniciativa popular. Organizaciones sociales y agrupaciones de trabajadores se reunieron en puntos céntricos de dichas ciudades para exigir que no se realicen enmiendas a la constitución ecuatoriana. En Quito los manifestantes protestaban a las afueras del Palacio Legislativo, mientras otros ciudadanos convocados por el partido político Alianza País se reunieron en la plaza Grande de Quito; y en Guayaquil la movilización en aquel día se dio desde el Parque Centenario hasta el edificio de la Caja del Seguro Social.
El 3 de diciembre, día en que se aprobaron las enmiendas en la Asamblea Nacional, se registraron otros movimientos de personas que estaban en contra de que se realice la votación en el pleno, especialmente en Quito donde fueron liderados por asambleístas de oposición y simpatizantes, como Carlos Pérez y el asambleísta del partido CREO, Andrés Páez. Junto a ellos estaban organizaciones indígenas como CONAIE y ECUARUNARI. El saldo de dichas protestas fueron 15 manifestantes detenidos, según la CONAIE.

## Respuesta del gobierno

### Sobre las leyes de herencias y plusvalía
Ante las primeras protestas, y previniendo la visita del papa Francisco, el gobierno finalmente decidió el 15 de junio de 2015 retirar temporalmente las propuestas de ley, iniciando una cadena de diálogos a nivel nacional desde el 30 de junio, y que sería evaluado el avance de los mismos el 15 de septiembre.
Estos diálogos se dieron en el país, en 367 encuentros que convocaron alrededor de 32 000 personas. Tras dichos diálogos se convino en modificar la base de las propuestas de las leyes de herencias y plusvalía, y los proyectos de las mismas no serían enviadas durante el 2015, sino hasta el 2016, cuando se enviaron mediante decreto ejecutivo a la Asamblea Nacional, y fueron aprobadas por la mayoría legislativa en dicho organismo.

### Sobre las enmiendas constitucionales
Luego de las protestas por las enmiendas, Rafael Correa realizó declaraciones sobre el proyecto político en torno a las mismas, en específico sobre la que trataba el tema de la reelección indefinida para personas que desempeñen cargos de elección popular en todos sus niveles. Explicó que la propuesta de enmiendas a la Constitución se realizaría de igual manera como se tenía previsto, añadiendo normas transitorias para los textos que se refirieran a la reelección indefinida, para que tal enmienda entre en efecto una vez que finalicen las elecciones de 2017. Esto imposibilitó que él mismo se postule como candidato a la presidencia de Ecuador en las mismas.

## Opiniones de organismos internacionales
- La UNASUR, a través de su secretario general, calificó las protestas de «intentos antidemocráticos para desestabilizar al gobierno de Rafael Correa» y rechazó las mismas, diciendo que se opondrán a ellas.[82]
- Human Rights Watch comunicó su preocupación por la forma en la que las fuerzas de seguridad de Ecuador trataban a los manifestantes durante las protestas. Daniel Wilkinson, director gerente para las Américas de la organización comentó sobre las felicitaciones del gobierno a la fuerza pública, aunque pidió que se abran investigaciones en los casos de ataques contra policías y militares de igual forma.[83]